# Zetorchestes trituberculatus
Zetorchestes trituberculatus är en kvalsterart som beskrevs av Berlese 1916. Zetorchestes trituberculatus ingår i släktet Zetorchestes och familjen Zetorchestidae. Inga underarter finns listade i Catalogue of Life.